# Camp de réfugiés de Nyarugusu
Le camp de réfugiés de Nyarugusu est un camp de réfugiés situé en Tanzanie et accueillant majoritairement des réfugiés burundais fuyant leur pays, en particulier depuis le début de la crise politique de 2015.
Il est peuplé d'environ 140 540 personnes en juin 2016. En juin 2015, il comptait 120 000 habitants.

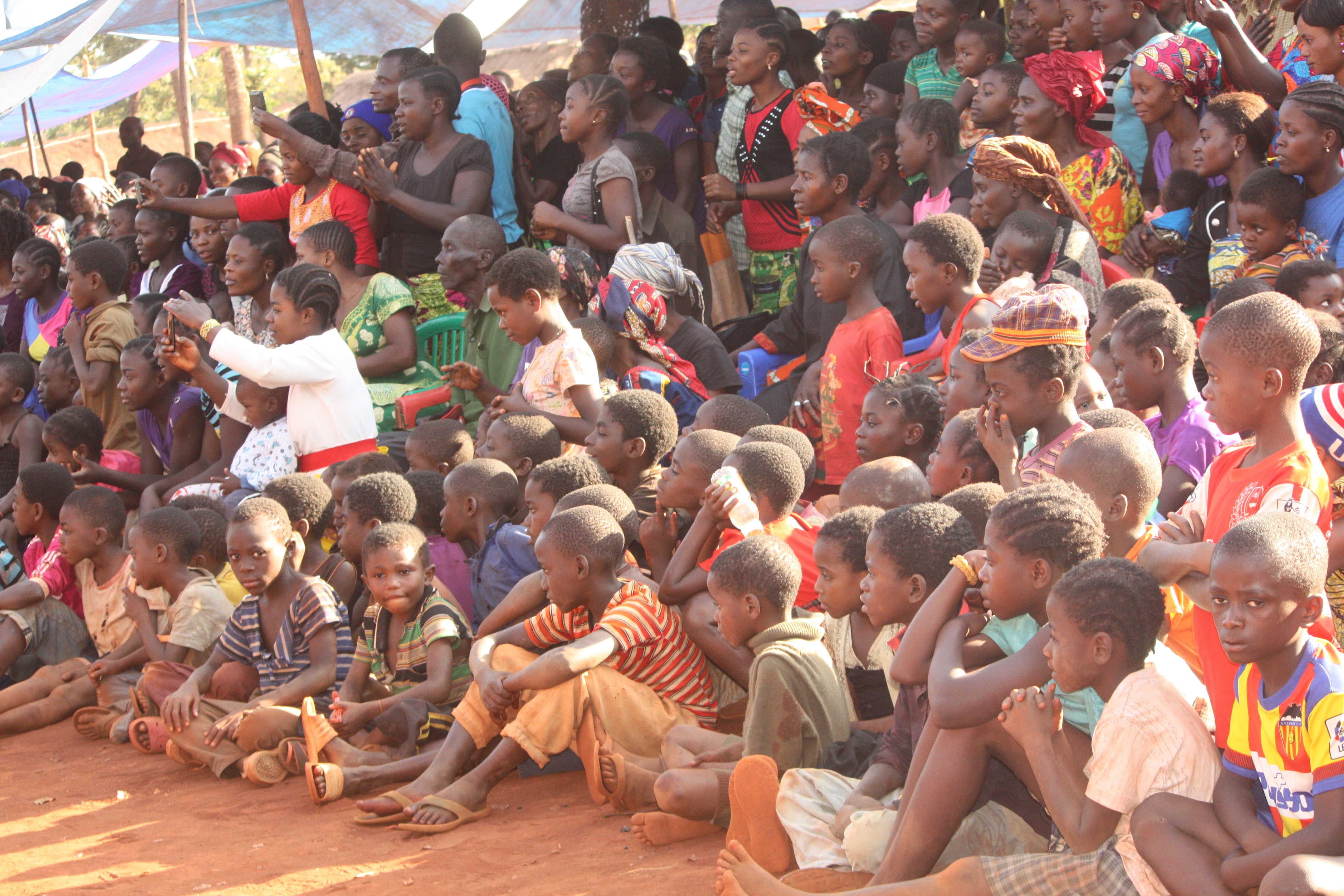
Des enfants hébergés dans le camp en 2017.

## Présentation
Le camp est situé dans la région de Kigoma à 150 km du lac Tanganyika.
Il a été créé par le HCR et par le gouvernement tanzanien dans les années 1996-1997 pour accueillir des réfugiés congolais du Sud-Kivu fuyant la guerre civile.
Depuis 2015, la population du camp est majoritairement burundaise (près de 110 000 personnes sur 150 000).